# Péter Bernek
Péter Bernek (Boedapest, 13 april 1992) is een Hongaarse zwemmer. Hij vertegenwoordigde zijn vaderland op de Olympische Zomerspelen 2012 in Londen.

## Carrière
Bij zijn internationale debuut, op de wereldkampioenschappen zwemmen 2009 in Rome, strandde Bernek in de series van zowel de 200 meter vrije slag als de 400 meter vrije slag en de 200 meter rugslag. Samen met László Cseh , Zoltán Povazsai en Gergő Kis werd hij uitgeschakeld in de series van de 4x200 meter vrije slag.
Op de Europese kampioenschappen kortebaanzwemmen 2010 in Eindhoven eindigde de Hongaar als vierde op de 200 meter rugslag, daarnaast strandde hij in de halve finales van de 100 meter rugslag en in de series van zowel de 200 meter vrije slag als de 50 meter rugslag.
Tijdens de wereldkampioenschappen zwemmen 2011 in Shanghai werd Bernek uitgeschakeld in de halve finales van de 200 meter rugslag en in de series van de 100 meter rugslag. Op de 4x100 meter wisselslag strandde hij samen met Dániel Gyurta, Bence Biczó en Dominik Kozma in de series. In Szczecin nam de Hongaar deel aan de Europese kampioenschappen kortebaanzwemmen 2011. Op dit toernooi veroverde hij de bronzen medaille op de 200 meter rugslag en eindigde hij als negende op de 100 meter rugslag, daarnaast werd hij uitgeschakeld in de series van zowel de 200 meter vrije slag als de 50 meter rugslag.
Op de Europese kampioenschappen zwemmen 2012 in Debrecen sleepte Bernek de zilveren medaille in de wacht op de 200 meter rugslag, daarnaast eindigde hij als vierde op de 100 meter rugslag en strandde hij in de series van de 50 meter rugslag. Samen met Dominik Kozma, Gergő Kis en László Cseh behaalde hij de bronzen medaille op de 4x200 meter vrije slag, op de 4x100 meter wisselslag legde hij samen met Dániel Gyurta, László Cseh en Dominik Kozma beslag op de bronzen medaille. Samen met Dominik Kozma, László Cseh en Krisztián Takács eindigde hij als zevende op de 4x100 meter vrije slag. Tijdens de Olympische Zomerspelen van 2012 in Londen werd de Hongaar uitgeschakeld in de halve finales van de 200 meter rugslag. Op de 4x200 meter vrije slag eindigde hij samen met Dominik Kozma, László Cseh en Gergő Kis op de achtste plaats, samen met Gergő Kis, Gabor Balog en Krisztián Takács strandde hij in de series van de 4x100 meter vrije slag. In Chartres nam Bernek deel aan de Europese kampioenschappen kortebaanzwemmen 2012. Op dit toernooi veroverde hij de zilveren medaille op de 200 meter rugslag, daarnaast eindigde hij als vijfde op de 200 meter vrije slag en als achtste op de 100 meter rugslag. Op de wereldkampioenschappen kortebaanzwemmen 2012 in Istanboel eindigde de Hongaar als vijfde op de 200 meter rugslag, daarnaast werd hij uitgeschakeld in de halve finales van de 100 meter rugslag en in de series van de 50 meter rugslag. Op de 4x100 meter wisselslag werd hij samen met Dániel Gyurta, Bence Pulai en Dominik Kozma gediskwalificeerd in de finale.
Tijdens de wereldkampioenschappen zwemmen 2013 in Barcelona eindigde Bernek als achtste op de 200 meter rugslag, op de 50 meter rugslag strandde hij in de series. In Herning nam de Hongaar deel aan de Europese kampioenschappen kortebaanzwemmen 2013. Op dit toernooi sleepte hij de zilveren medaille in de wacht op de 200 meter rugslag, daarnaast eindigde hij als tiende op de 200 meter vrije slag en werd hij uitgeschakeld in de halve finales van zowel de 50 als de 100 meter rugslag.
Op de Europese kampioenschappen zwemmen 2014 in Berlijn eindigde Bernek als vierde op de 200 meter rugslag, op de 100 meter rugslag strandde hij in de halve finales. Tijdens de wereldkampioenschappen kortebaanzwemmen 2014 in Doha werd de Hongaar wereldkampioen op de 400 meter vrije slag. Daarnaast eindigde hij als vijfde op de 200 meter vrije slag en werd hij uitgeschakeld in de halve finales van zowel de 100 als de 200 meter rugslag.
Tijdens de Wereldkampioenschappen zwemmen 2015 eindigde hij 5e op de 400m vrije slag. In december 2015 werd Bernek Europees kampioen op de 400 meter vrije slag tijdens de Europese kampioenschappen kortebaanzwemmen 2015 in Netanja. Tijdens de Europese kampioenschappen zwemmen 2016 in Londen zwom Bernek naar brons op de 400 meter vrije slag.

## Internationale toernooien
| Jaar | Olympische Spelen                                           | WK langebaan                                                                  | WK kortebaan                                                               | EK langebaan | EK kortebaan                                                            |
| ---- | ----------------------------------------------------------- | ----------------------------------------------------------------------------- | -------------------------------------------------------------------------- | --- | ----------------------------------------------------------------------- |
| 2009 |                                                             | 25e 200m vrije slag 24e 400m vrije slag 24e 200m rugslag 9e 4x200m vrije slag |                                                                            | | geen deelname                                                           |
| 2010 |                                                             |                                                                               | geen deelname                                                              | geen deelname                                                                                                   | 16e 200m vrije slag 26e 50m rugslag 14e 100m rugslag 4e 200m rugslag    |
| 2011 |                                                             | 34e 100m rugslag 10e 200m rugslag 15e 4x100m wisselslag                       |                                                                            | | 22e 200m vrije slag · 25e 50m rugslag · 9e 100m rugslag · 200m rugslag  |
| 2012 | 12e 200m rugslag 14e 4x100m vrije slag 8e 4x200m vrije slag |                                                                               | 23e 50m rugslag 11e 100m rugslag 5e 200m rugslag DSQ 4x100m wisselslag     | 42e 50m rugslag · 4e 100m rugslag · 200m rugslag · 7e 4x100m vrije slag · 4x200m vrije slag · 4x100m wisselslag | 5e 200m vrije slag · DSQ 50m rugslag · 8e 100m rugslag · 200m rugslag   |
| 2013 |                                                             | 28e 50m rugslag 8e 200m rugslag                                               |                                                                            | | 10e 200m vrije slag · 17e 50m rugslag · 16e 100m rugslag · 200m rugslag |
| 2014 |                                                             |                                                                               | 5e 200m vrije slag · 400m vrije slag · 27e 100m rugslag · 12e 200m rugslag | 11e 100m rugslag 4e 200m rugslag                                                                                |                                                                         |
| 2015 |                                                             | 34e 200m vrije slag 5e 400m vrije slag 24e 800m vrije slag                    |                                                                            | | 400m vrije slag                                                         |
| 2016 | 5-21 augustus 2016                                          |                                                                               | 7-11 december 2016                                                         | 11e 200m vrije slag · 400m vrije slag · 7e 4x200m vrije slag                                                    |                                                                         |

## Persoonlijke records
Bijgewerkt tot en met 6 juni 2016
Kortebaan
| Afstand         | Tijd    | Datum            | Plaats    |
| --------------- | ------- | ---------------- | --------- |
| 200m vrije slag | 1.42,44 | 3 december 2014  | Doha      |
| 400m vrije slag | 3.34,32 | 5 december 2014  | Doha      |
| 100m rugslag    | 51,42   | 12 december 2012 | Istanboel |
| 200m rugslag    | 1.49,41 | 22 november 2012 | Chartres  |

Langebaan
| Afstand         | Tijd    | Datum           | Plaats   |
| --------------- | ------- | --------------- | -------- |
| 200m vrije slag | 1.47,43 | 13 april 2016   | Gyor     |
| 400m vrije slag | 3.46,29 | 2 augustus 2015 | Kazan    |
| 100m rugslag    | 54,47   | 21 mei 2012     | Debrecen |
| 200m rugslag    | 1.55,88 | 26 mei 2012     | Debrecen |